# Бурко, Игорь Васильевич
И́горь Васи́льевич Бурко́ (бел. Ігар Васілевіч Бурко; род. 8 сентября 1988, Матевичи, Минская область) — белорусский футболист, защитник клуба «Торпедо-БелАЗ». Выступал в национальной сборной Беларуси.

## Карьера
Воспитанник спортивной школы города Березино. На профессиональном уровне начал играть в клубе «Вигвам» из Смолевич. В 2010 заключил контракт с брестским «Динамо». В первом сезоне в Высшей лиге был игроком запаса, в 2011 году стал регулярно выходить на поле с первых минут, со временем превратился в лидера защитных рядов. В 2012-м отметился первым голом в чемпионате Беларуси. В том же году, будучи игроком брестского «Динамо», отправился на армейскую службу в резерве: «Меня вообще хотели забрать на срочную службу на полтора года. А так отдали в резерв. Это лучший вариант». Впоследствии еще дважды вызывался на сборы.

### «Торпедо-БелАЗ»
В декабре 2013 года перешёл в «Торпедо-БелАЗ». Став основным правым защитником жодинцев, сыграл во всех 32 матчах чемпионата. Во второй половине сезона отметился двумя голами, которые принесли ничьи с минским «Динамо» (1:1) и БАТЭ (2:2). По окончании сезона 2014 стало известно об интересе к защитнику со стороны борисовского БАТЭ, однако в январе 2015 года Бурко продлил контракт с жодинцами. В сезоне 2015 оставался основным правым защитником «автозаводцев».

### «Шахтёр»
В конце 2015 года интерес к Бурко стал проявлять «Шахтер». В январе 2016 года защитник присоединился к солигорскому клубу. В сезоне 2016 сыграл во всех 30 матчах чемпионата, иногда выступав на позиции полузащитника. В декабре 2016 года продлил контракт с клубом. В сезоне 2017 стал реже появляться на поле.
В ноябре 2018 года подписал новый контракт с клубом. В сентябре 2019 года продлил соглашение с командой до конца 2020 года. В декабре 2020 года по окончании контракта покинул солигорский клуб.

### Возвращение в «Торпедо-БелАЗ»
В январе 2021 года вернулся в «Торпедо-БелАЗ».
В январе 2023 года футболист продлил контракт с клубом.
Стал обладателем Кубка Беларуси, где в финале 28 мая 2023 года одержал победу над борисовским БАТЭ. По окончании сезона в очередной раз продлил контракт.

## Достижения
«Торпедо-БелАЗ»
- Обладатель Кубка Беларуси: 2022/23
- Обладатель Суперкубка Беларуси: 2024